# Melete calymnia
Melete calymnia är en fjärilsart som först beskrevs av Felder 1862.  Melete calymnia ingår i släktet Melete och familjen vitfjärilar. Inga underarter finns listade i Catalogue of Life.